# 加沙 (無人機)
加沙无人机是伊斯兰革命卫队研制的无人机。该无人机的飞行时间为35小时，还能携带13枚炸弹，飞行距离为1200英里。
这架无人机的名字是伊朗为了声援2021年以巴冲突期间的巴勒斯坦人民而起。2021年5月21日，伊朗革命卫队航天部队揭开了它的神秘面纱 。